# Max Walscheid
Maximilian Walscheid (conocido como Max Walscheid; Neuwied, 13 de junio de 1993) es un deportista alemán que compite en ciclismo en la modalidad de ruta, perteneciendo al equipo Jayco AlUla desde 2024.
Ganó dos medallas en el Campeonato Mundial de Ciclismo en Ruta, en los años 2021 y 2023, y tres medallas en el Campeonato Europeo de Ciclismo en Ruta entre los años 2021 y 2024.

## Medallero internacional
| Campeonato Mundial | Campeonato Mundial     | Campeonato Mundial | Campeonato Mundial              |
| Año                | Lugar                  | Medalla            | Competición                     |
| ------------------ | ---------------------- | ------------------ | ------------------------------- |
| 2021               | Flandes (Bélgica)      | Medalla de oro     | Contrarreloj por relevos mixtos |
| 2023               | Glasgow (Reino Unido)  | Medalla de bronce  | Contrarreloj por relevos mixtos |
| Campeonato Europeo |                        |                    |                                 |
| Año                | Lugar                  | Medalla            | Competición                     |
| 2021               | Trento (Italia)        | Medalla de plata   | Contrarreloj por relevos mixtos |
| 2023               | Drenthe (Países Bajos) | Medalla de bronce  | Contrarreloj por relevos mixtos |
| 2024               | Limburgo (Bélgica)     | Medalla de plata   | Contrarreloj por relevos mixtos |

## Palmarés
2014
- 2 etapas del Tour de Berlín

2015
- Kernen Omloop Echt-Susteren
- 1 etapa del Tour de Berlín

2016
- 2.º en el Campeonato de Alemania en Ruta
- 5 etapas del Tour de Hainan

2017
- 1 etapa de la Vuelta a Dinamarca

2018
- 1 etapa del Tour de Yorkshire
- 3.º en el Campeonato de Alemania en Ruta
- Giro de Münsterland

2019
- Circuito de Houtland

2020
- 2 etapas del Tour de Langkawi

2021
- 3.º en el Campeonato de Alemania Contrarreloj

2022
- Gran Premio de Denain

2024
- Circuito de Houtland

## Resultados en Grandes Vueltas y Campeonatos del Mundo
| Carrera              | Carrera              | 2012 | 2013 | 2014 | 2015 | 2016 | 2017 | 2018  | 2019  | 2020  | 2021  | 2022 | 2023 | 2024  |
| -------------------- | -------------------- | ---- | ---- | ---- | ---- | ---- | ---- | ----- | ----- | ----- | ----- | ---- | ---- | ----- |
|                      | Giro de Italia       | —    | —    | —    | —    | —    | —    | —     | —     | —     | 124.º | —    | —    | 127.º |
|                      | Tour de Francia      | —    | —    | —    | —    | —    | —    | —     | —     | 134.º | 121.º | Ab.  | —    | —     |
|                      | Vuelta a España      | —    | —    | —    | —    | —    | —    | 156.º | 137.º | —     | —     | —    | —    | —     |
| Mundial Contrarreloj | Mundial Contrarreloj | —    | —    | —    | —    | —    | —    | —     | —     | 19.º  | 11.º  | —    | —    | —     |

| —: No participó | Ab: Abandono |